# 瀬戸口正樹
瀬戸口 正樹（せとぐち まさき、1978年1月16日 - ）は、北海道滝川市出身のシンガーソングライター。現在は札幌市在住。所属レーベルはMilky Gang Company。

## 経歴
1991年冬からギター弾き語りや作詞作曲開始。1998年よりギター弾き語りオリジナル曲によるライブ活動を開始。同年11月に初となる5曲収録のカセットテープ「どうもありがとう」をリリース。
2001年11月から2003年10月までエフエムなかそらちにてレギュラー番組「瀬戸口正樹の夕焼けの唄」を担当する。
2004年11月7日、滝川市文化センター大ホールにてワンマンライブを開催し、600名を集客。
2009年7月、初のシングルCDとなる「約束／郷里～ふるさと～」をリリースする。
2011年9月8日、札幌市のサッポロファクトリーで開催された「ホッ！かいDO！盲導犬育成チャリティーイベント」にて沢田知可子、VOICE、ミトカツユキとのコンサートを行った。
2012年4月、初のライブアルバムとなる「A LIVE 0125」をリリース。
その後も北海道を拠点に全国各地にてライブ活動とともにリリースを続ける。
2014年6月、初のライブDVDとなる「足跡」をリリース。
2014年9月、出身地滝川市のふるさと大使に任命される。
2016年4月よりエフエムなかそらちにてレギュラー番組「瀬戸口正樹の夕焼けの唄」を担当。
2016年10月17日、滝川市の滝川地区広域消防事務組合の一日消防長に任命される。
2018年10月17日、編曲家・夏目一朗が率いるToy Flowerがプロデュースしたアルバム「旅のガラクタ」をリリース。
2019年3月、アルバム「旅のガラクタ」表題曲MV配信。8月、同アルバム収録曲「いいパパじゃないね」MV配信。
2020年4月、YouTube「瀬戸口正樹【唄・旅】チャンネル」を開設、動画投稿を開始。
2021年7月、エール引越センターのテレビCMソングの作曲・歌唱を担当。11月、ミナミ石油のテレビCMソングを担当。
2022年1月、北海道湧別町の牡蛎「さろまる」のCM曲「虹の向こうへ～湧別からの情熱（おもい）～」に歌唱参加。
2022年11月25日、北海道の有機JASの認証取得・普及をめざす団体「GREEN HORIZON」の公式アンバサダーに就任。公式テーマソング「GREEN HORIZON ～君と僕の夢～」を発表。
2022年11月27日に北海道滝川市にて主催した「たきかわサマーミュージック vol.5 for family」の募金・売上から車いすを滝川市幸町地区コミュニティセンターに寄贈。
2023年7月29日に北海道滝川市にて主催した「「たきかわサマーミュージックvol.6」の募金・売上から書籍16冊を滝川市立図書館に寄贈した。

## ディスコグラフィー

### カセットテープ
1. どうもありがとう（1998年11月）
  1. 朝も待てずに
  2. Milky Way
  3. 僕の誕生日
  4. 拝啓
  5. どうもありがとう
2. はいけい（1999年2月）
  1. 初体験フィーバー
  2. 二日酔いブルース
  3. 天使の羽根
  4. 拝啓（new version）
  5. ドライブの唄

### シングル
1. 約束／郷里～ふるさと～（2009年7月11日）
  1. 約束
  2. 郷里～ふるさと～
2. 彩の風（限定版）（2016年1月11日）
  1. 声を聴かせて(remastering ver.)
  2. 旅立ち2015～彩の風～
3. にんじん工場から来た君に（限定版）（2017年4月1日）
  1. にんじん工場から来た君に
  2. にんじん工場から来た君に～弾き語りver.～
  3. にんじん工場から来た君に～カラオケ～
4. 43～ユメヘノキセキ～／フタリノ月アカリ（2021年10月3日）
  1. 43～ユメヘノキセキ～
  2. フタリノ月アカリ
  3. 43～ユメヘノキセキ～（カラオケ）
  4. フタリノ月アカリ（カラオケ）
5. GREEN HORIZON ～君と僕の夢～（2022年11月25日）
  1. GREEN HORIZON ～君と僕の夢～
  2. GREEN HORIZON ～君と僕の夢～（カラオケ）

### アルバム
1. スニーカー（2000年2月）
  1. ぽっとめいいっぱい
  2. ベンチ
  3. 雪降る寒い夜に
  4. 朝も待てずに
  5. こんなラブソング
  6. 平和な国
  7. アタシノモノ
  8. Milky Way
  9. 明け方の夢
  10. スニーカー
2. おいらのできること（2001年3月）
  1. どうもありがとう
  2. ジャスミンティー
  3. 春の頃
  4. 天気予報
  5. 七転八起
  6. クピドゥピ
  7. おいらのできること
  8. 郷里
3. 吠えろ（2002年12月16日）
  1. 蚯蚓
  2. HERO
  3. SWEET CANDY BLUES
  4. ハナノタヨリ
  5. PARTY
  6. 旅立ち
  7. 僕とコーヒーと
  8. 犬よ吠えろ
  9. メリーゴーラウンド
4. ANOTHER ROAD（コラボレーションアルバム）（2006年8月1日）
  1. 約束
  2. 天使の羽根
  3. Go or Not
  4. おいらの胸でおやすみよ
  5. 唄うたいの歌
  6. 月（JOHNNY）
  7. 夢を追いかけて（JOHNNY）
  8. On The Road（JOHNNY）
  9. 時代は変わる（JOHNNY）
  10. Maria（JOHNNY）
  11. わかっているのに
5. 【ai】（2007年5月1日）
  1. ボク
  2. 陽のあたるカフェ
  3. 唄うたいの歌
  4. カンパリオレンジ
  5. ラブレター
  6. ヒトリ
  7. 君が笑えるまで
  8. self
  9. 何色ですか
  10. 帰り道
6. 限定CD-R【季刊版】春（2010年2月14日）
  1. プライマリーカラー
  2. 夢の島
  3. 旅の空
  4. 遠くへ行こう
  5. 金糸雀～カナリア～
  6. 唄うたいの歌
7. 限定CD-R【季刊版】夏（2010年6月24日）
  1. 幸福切符
  2. アシタの話
  3. 決別宣言
  4. 最初のラブソング
  5. さよならの色
  6. 月がまんまる笑っ輝る（cover:佐中コーコー）
8. 限定CD-R【季刊版】秋（2010年）
  1. 祝福のダイヤモンド
  2. 君が初めて笑った記憶
  3. 交差点の男
  4. 明日は雨かな 晴れたらいいな
  5. 蚯蚓 2010
  6. がんばれ（cover:Johnny）
9. 限定CD-R【季刊版】冬（2011年1月16日）
  1. Thank You Happy Birthday!!!
  2. あの店のポスター
  3. I just sing for you
  4. なぁ相棒
  5. 犬よ吠えろ 2011
  6. 夢の街（cover:長津宏文）
10. A LIVE 0125（2012年4月21日）
  1. 犬よ吠えろ
  2. 約束
  3. ヒトリ
  4. 夢の島
  5. 何色ですか
  6. 遠くへ行こう
  7. なぁ相棒
  8. おいらの胸でおやすみよ
  9. no title（僕と小さな手）
  10. 幸福切符
  11. HERO
  12. 君が笑えるまで
  13. 郷里～ふるさと～
11. FEEL!!（2013年7月19日）（2023年10月、リマスタリング盤を発売）
  1. タイセツムケイ
  2. 雨よ降れ
  3. 幸福切符
  4. 声を聴かせて
  5. 夢の島
  6. Weeds like
  7. 僕と小さな手（Bonus track）
12. 旅のガラクタ（2018年10月17日）
  1. 大丈夫だっ！
  2. いつもの風景
  3. ナツノコタエ
  4. ついてねぇな
  5. さんぽのいっぽ
  6. いいパパじゃないね
  7. 旅のガラクタ

### DVD
1. 足跡（2014年6月19日）
  1. 犬よ吠えろ
  2. 約束
  3. 夢の島
  4. 幸福切符
  5. 君が笑えるまで
  6. 郷里～ふるさと～
  7. 雨よ降れ（Rec ver.）
  8. 僕と小さい手（Rec ver.）
  9. 唄うたいの歌（Music Video）
  10. 約束（カラオケ風 ver.）